# Parque estatal de Chugach
El parque estatal de Chugach (Chugach State Park) es un parque que protege una parte importante de las montañas Chugach. Ocupa la mitad oriental de la Municipalidad de Anchorage, la ciudad más grande de Alaska (Estados Unidos).
El parque fue creado el 6 de agosto del 1970. Chugach cubre 2004 kilómetros cuadrados de costas, bosques frondosos, montañas y glaciares de gran alcance. Constituye el tercer parque estatal más grande de los Estados Unidos después del Parque Estatal de Wood-Tikchik (Wood-Tikchik State Park) al oeste de Alaska y el Parque Estatal del Desierto de Anza-Borrego (Anza-Borrego Desierto State Park) al sur de California. El parque cuenta con 15 cuencas hidrográficas principales, 70 lagos, 50 glaciares y 20 picos de más de 2100 metros de altitud.

## Atracciones
La histórica ruta de Iditarod, utilizada por los trineos arrastrados por perros, pasa por el parque en su recorrido de 1.850 kilómetros desde Seward en el océano Pacífico hasta Nome junto al mar de Bering. A lo largo de la carretera Seward al sur del centro de Anchorage hay una serie de puntos de observación al parque desde los cuales los visitantes pueden disfrutar de las impresionantes vistas de las ballenas beluga mientras se divierten en la ensenada de Cook. Hay campamentos en las zonas de fácil acceso así como casetas públicas para alquiler en zonas remotas del parque. Los visitantes de invierno utilizan los senderos del parque para el esquí nórdico así como para paseos con raquetas y motos de nieve. Aviones pequeños pueden usar la pista de aterrizaje de grava en el Distrito Norte para llegar a la parte interior del lago Eklutna. El Eagle River Nature Center (Centro de la Naturaleza del Río Eagle), una entidad sin ánimo de lucro que trabaja en asociación con el parque, brinda charlas y posee material sobre la flora y la fauna que se encuentran cerca y ofrece programas educativos sobre temas relacionados.

## Galería de imágenes

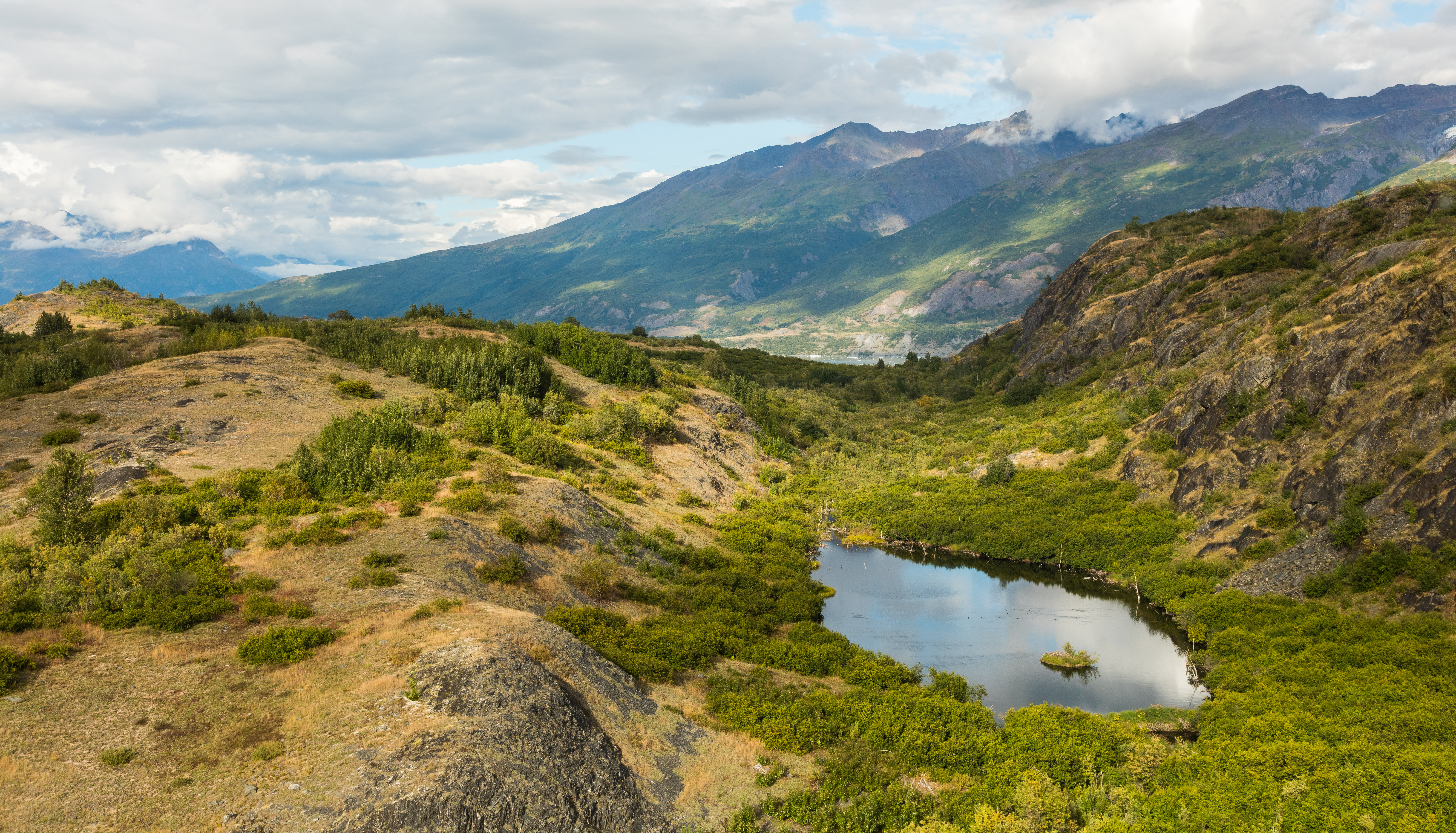
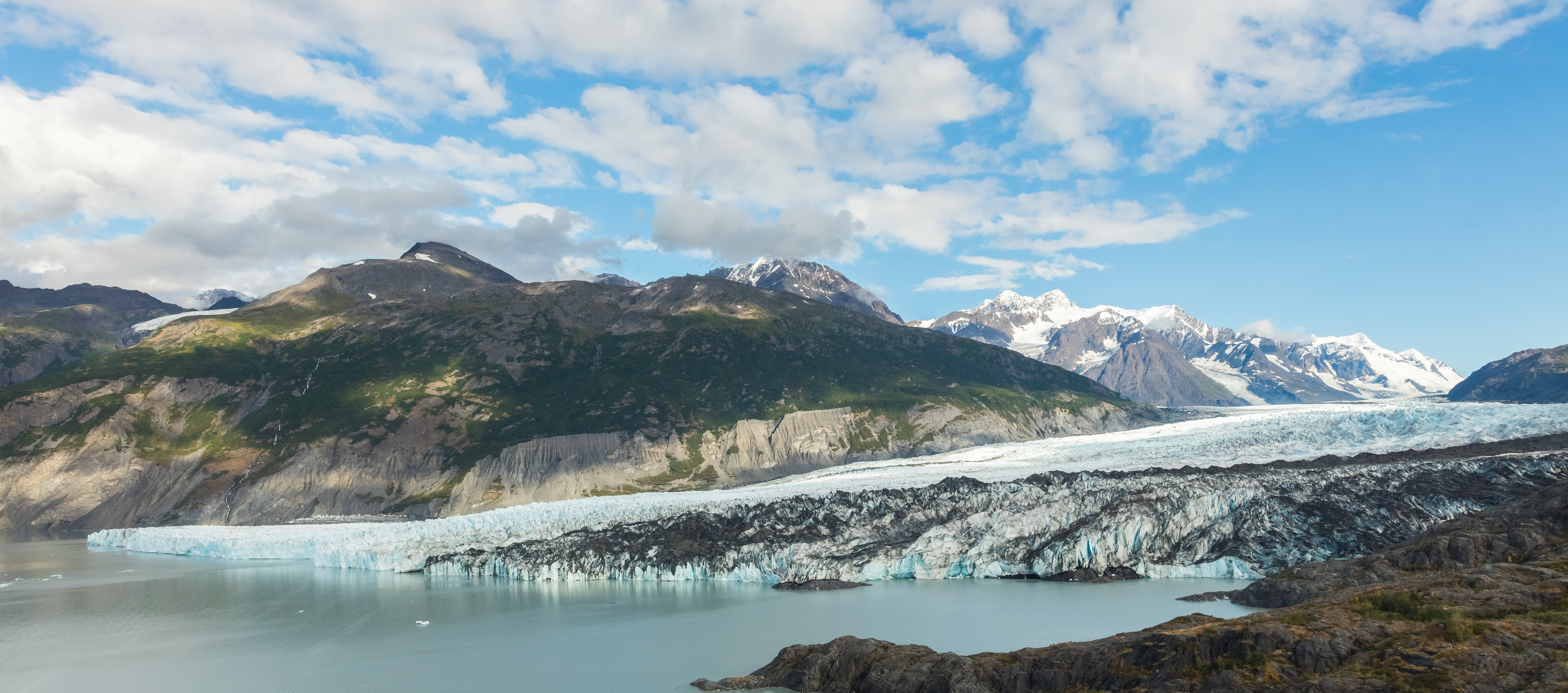
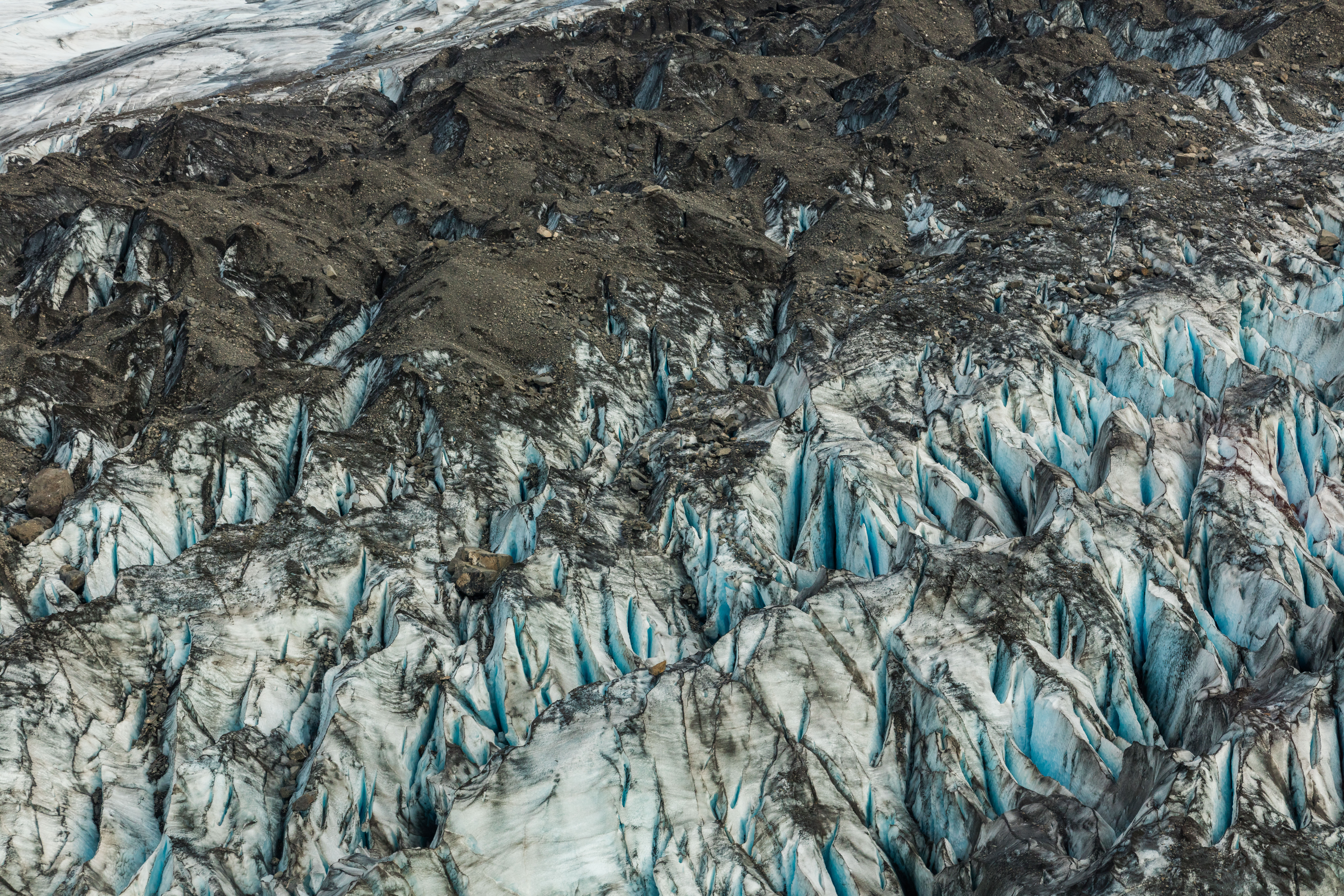
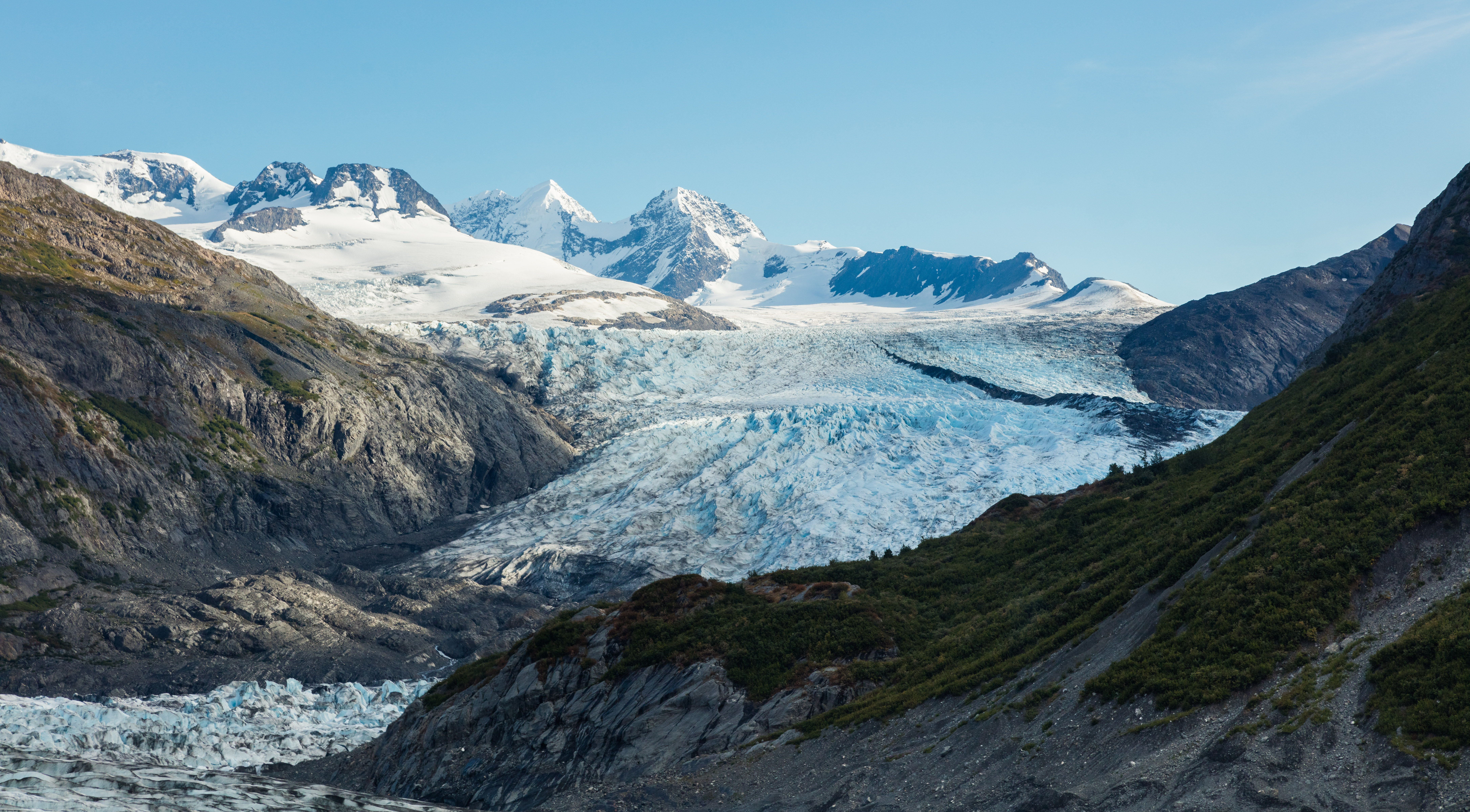
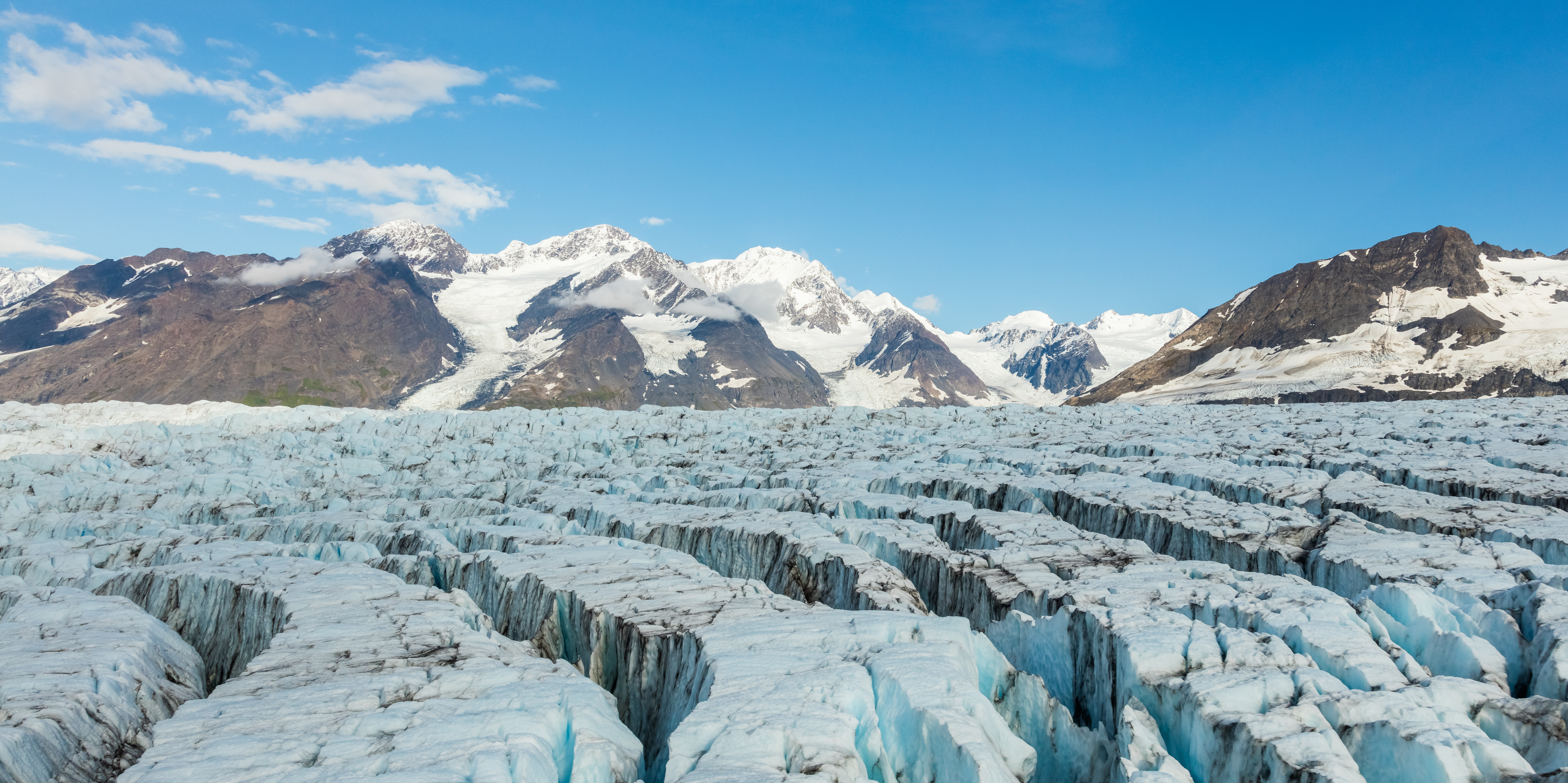
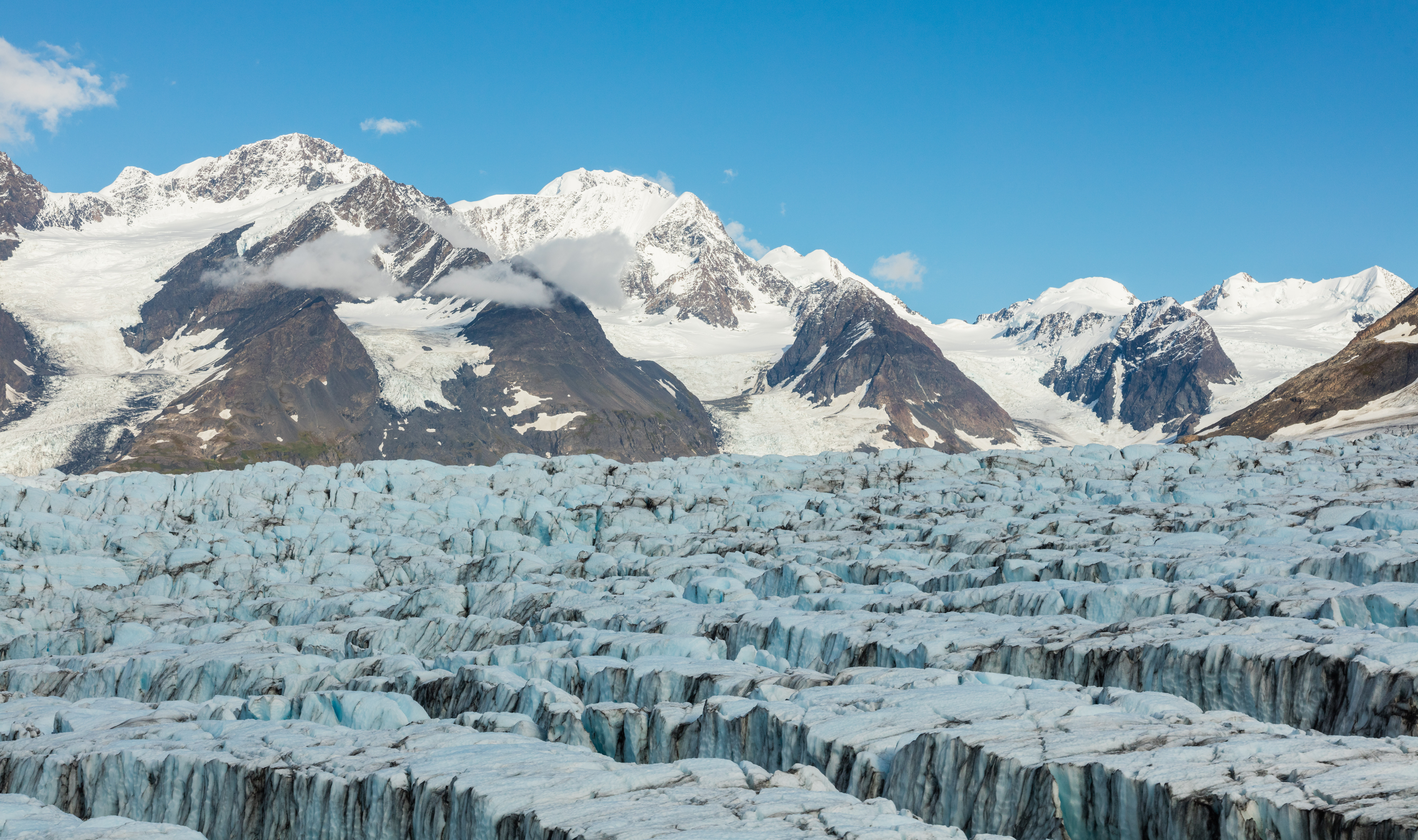
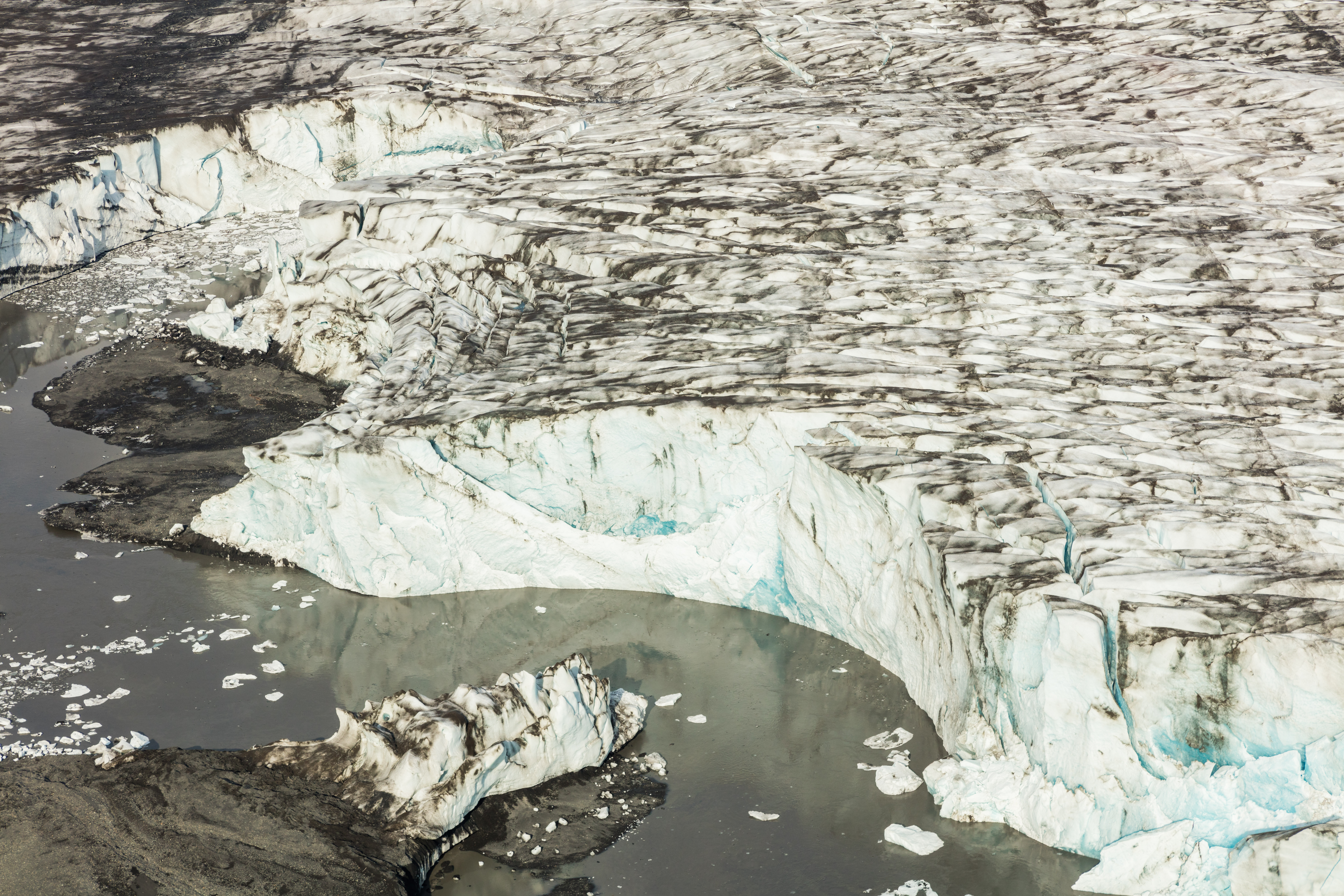
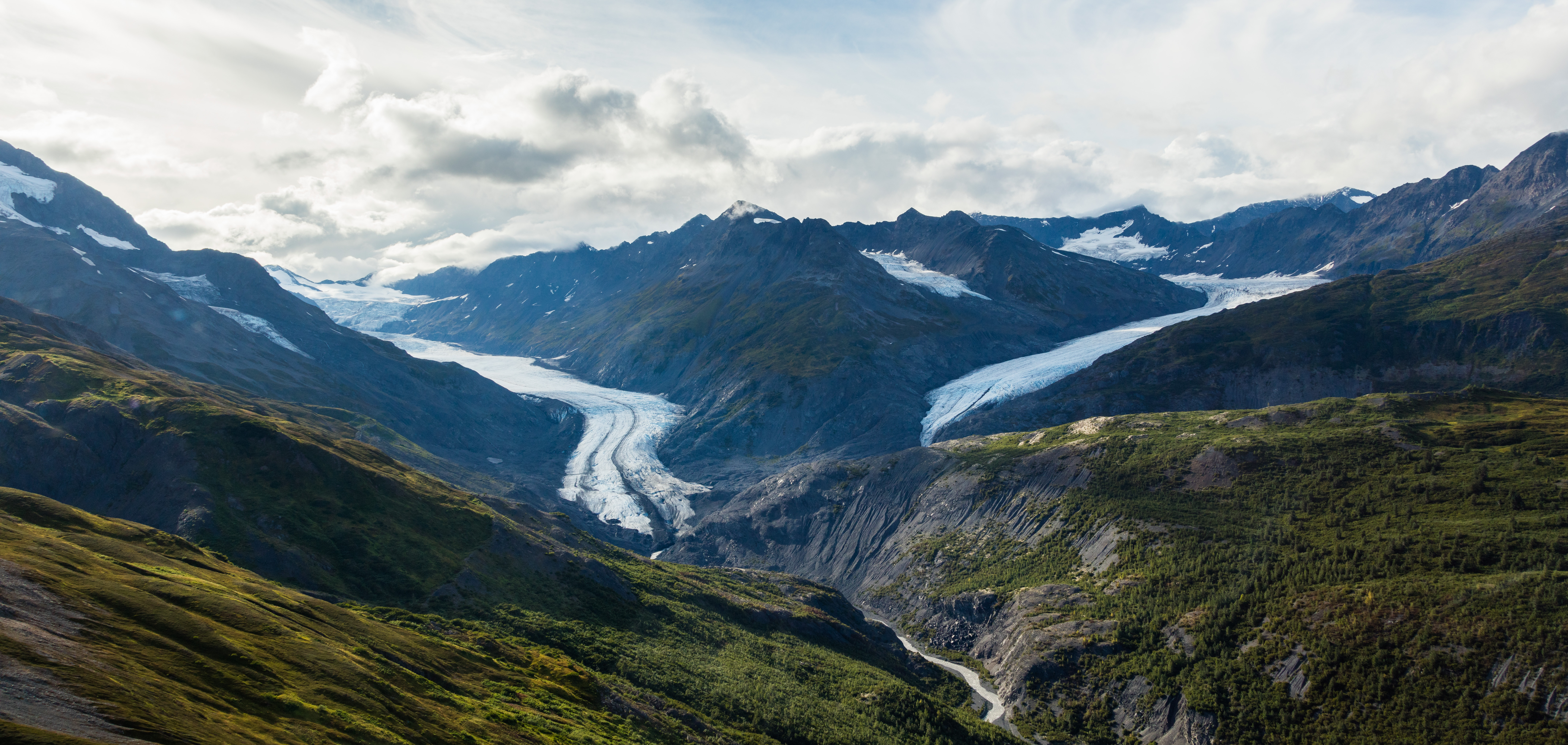
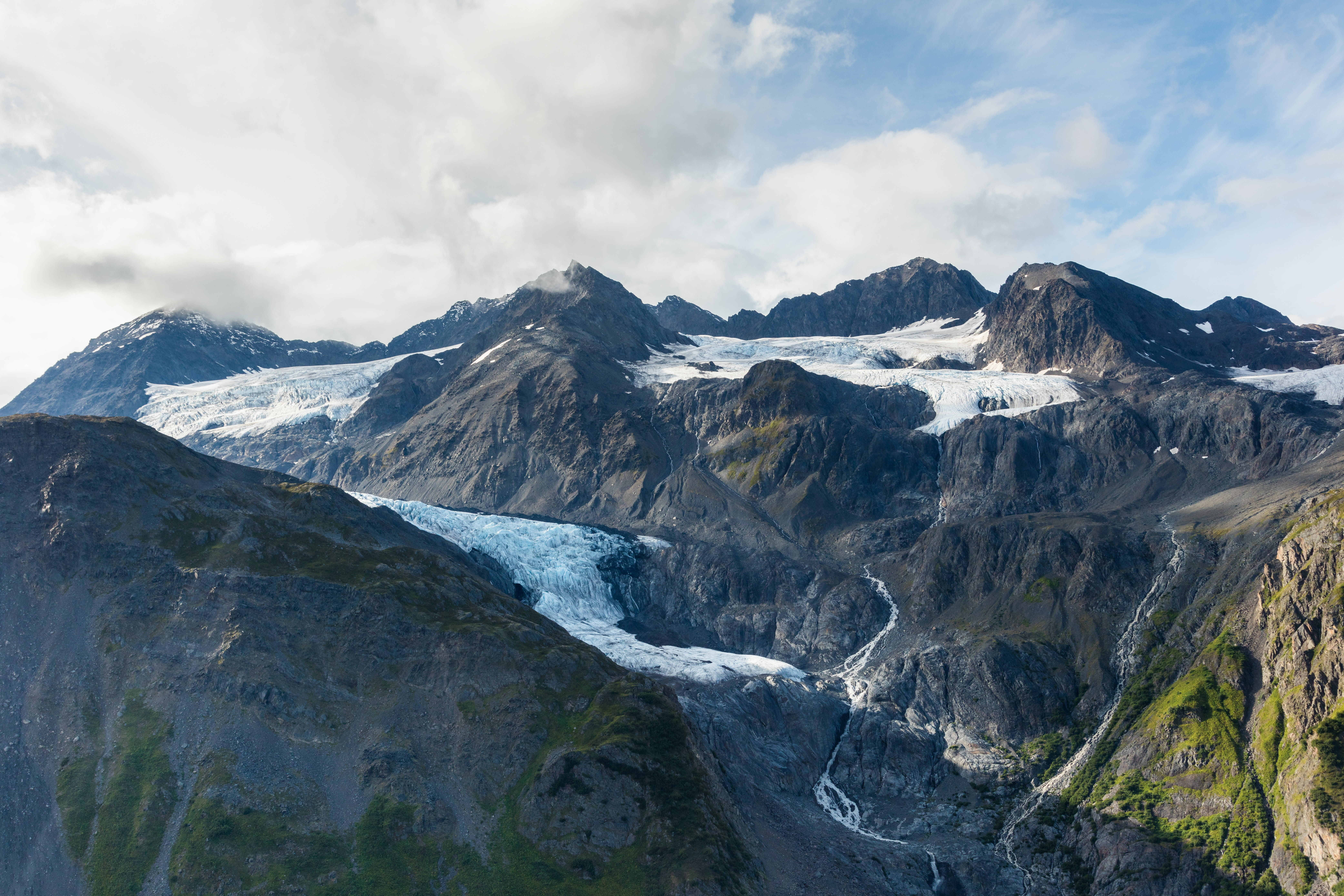
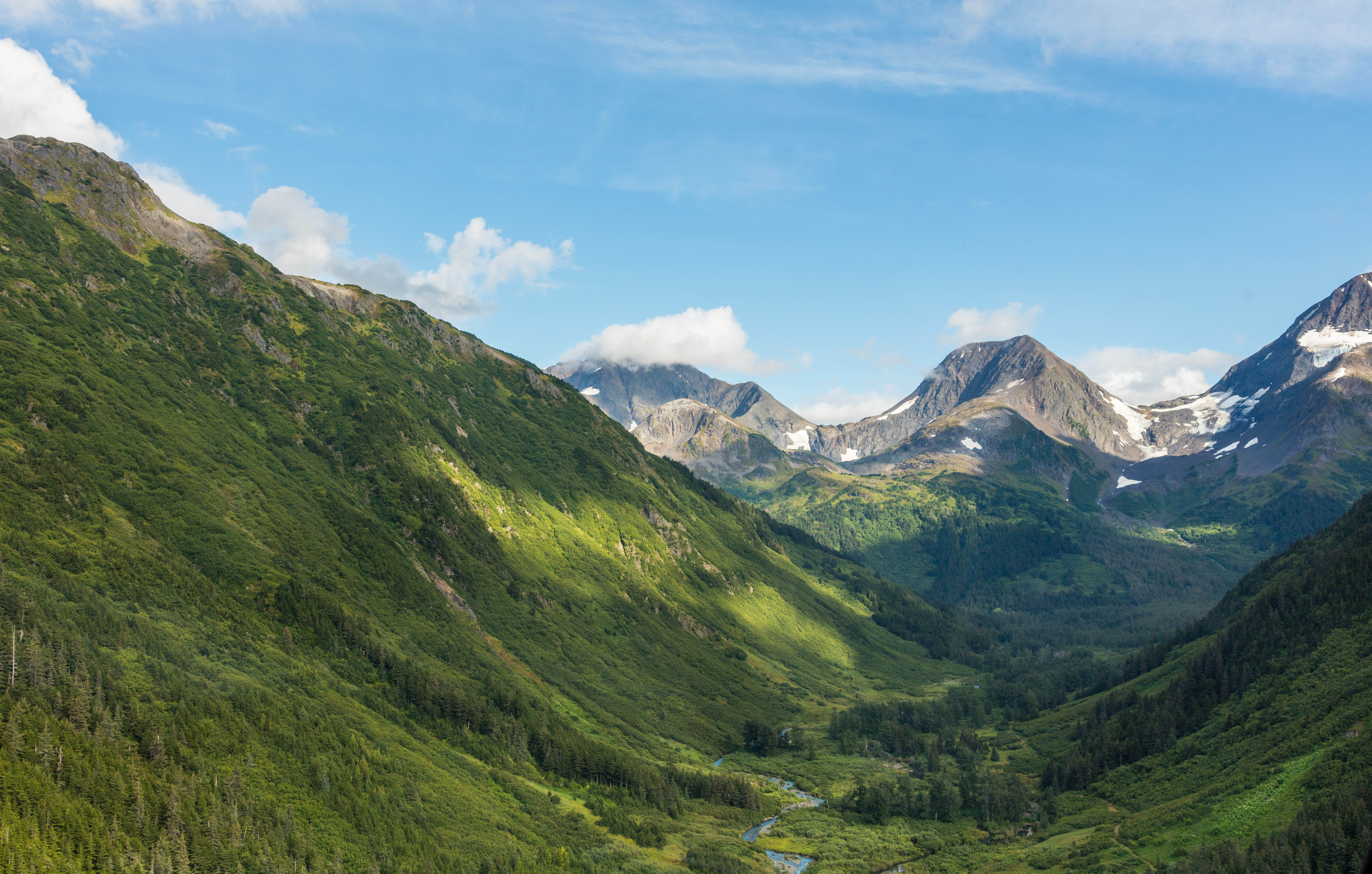
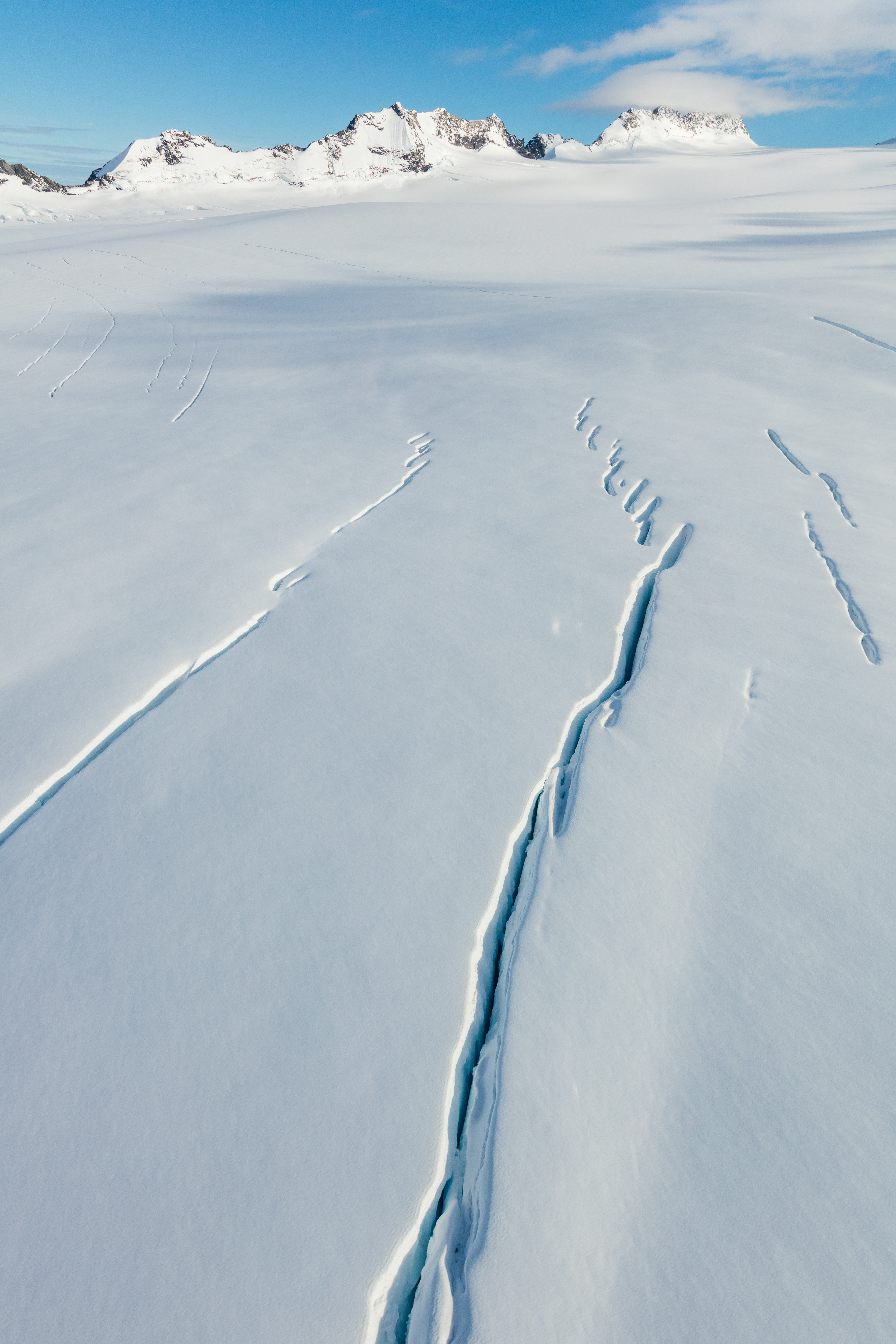
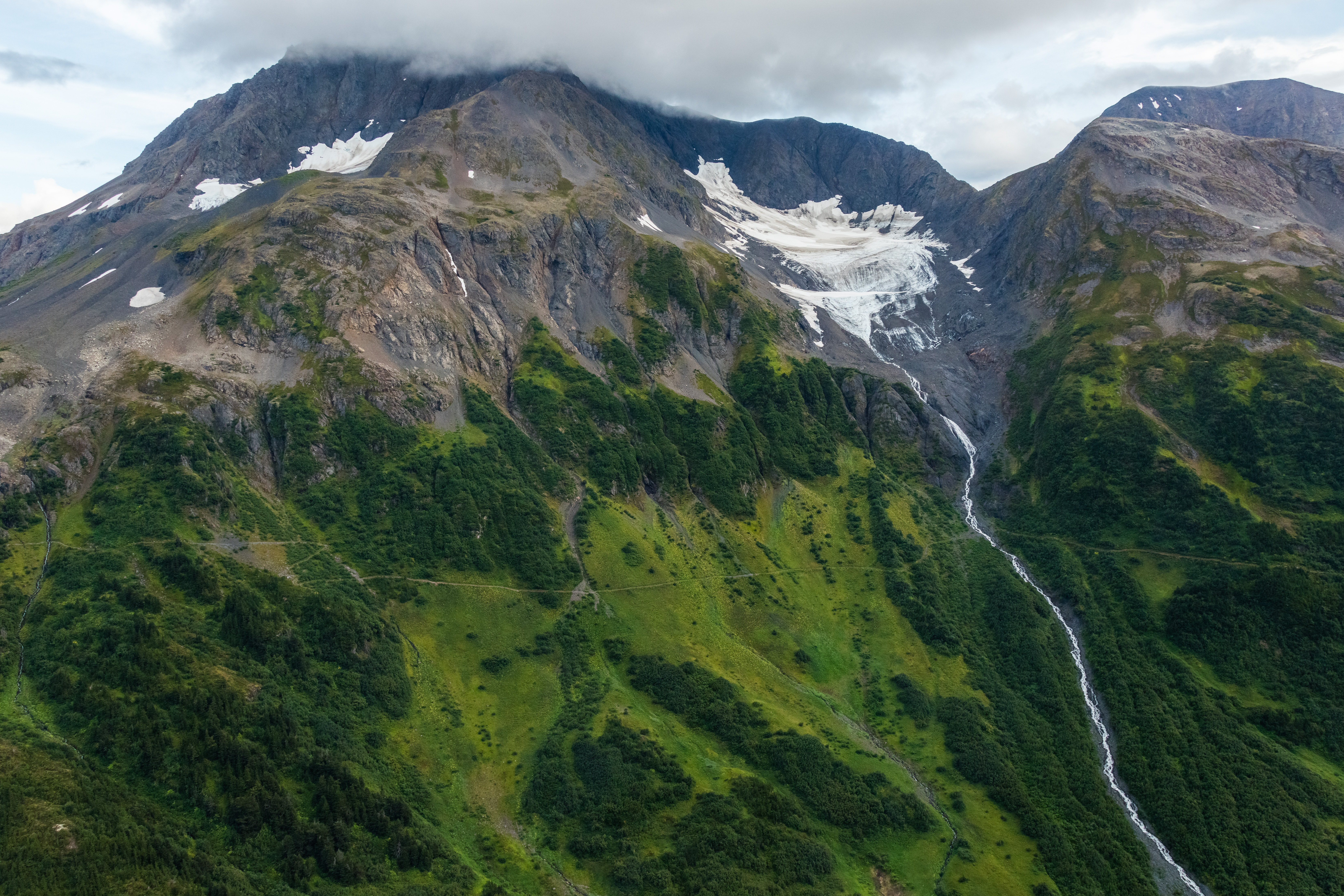
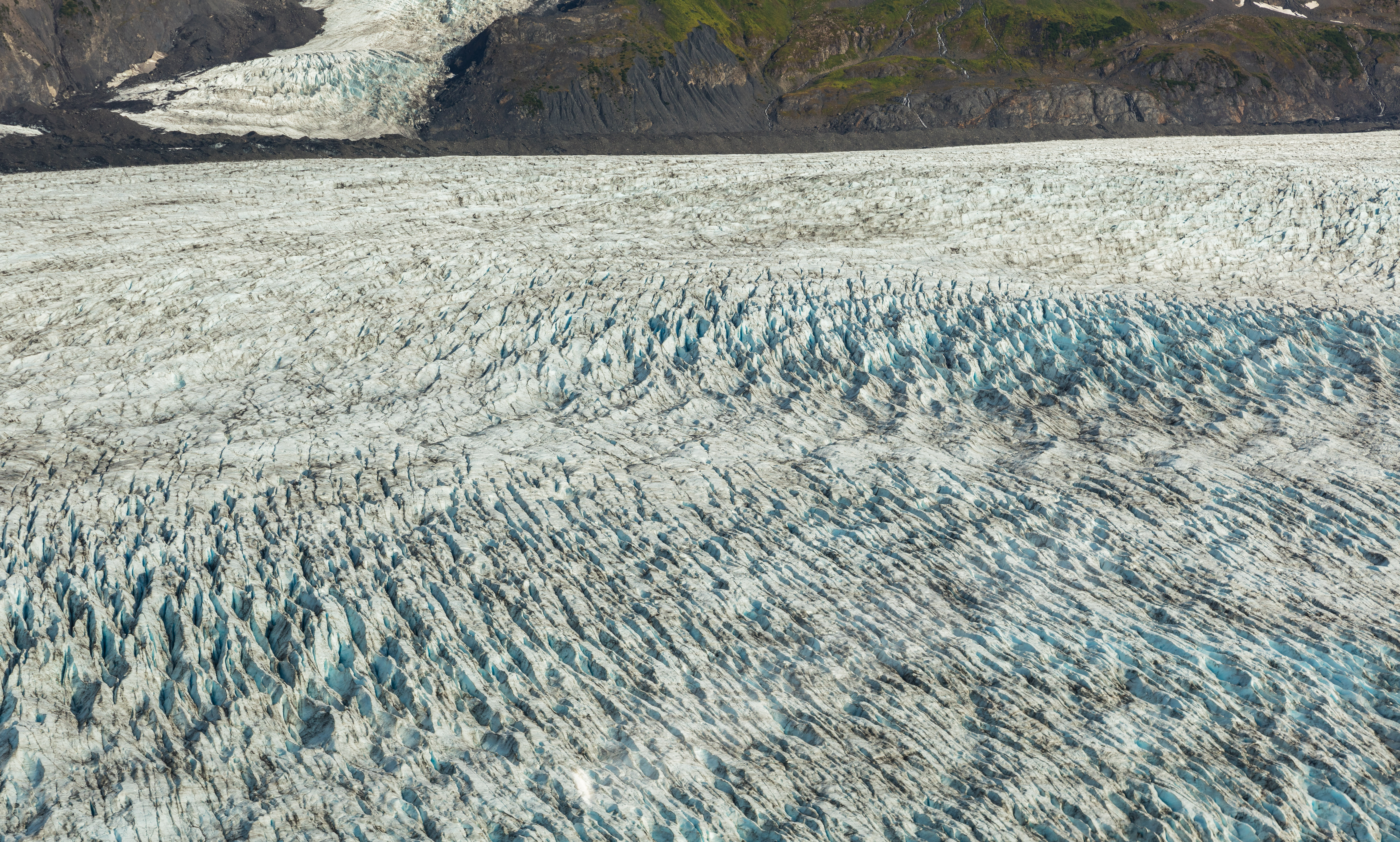